# Kongthap Akat Thai
Kongthap Akat Thai (in inglese Royal Thai Air Force; in thailandese กองทัพอากาศไทย, Kong Thap Akat Thai) è l'attuale aeronautica militare della Thailandia e parte integrante delle forze armate thailandesi.

## Aeromobili in uso
Sezione aggiornata annualmente in base al World Air Force di Flightglobal del corrente anno. Tale dossier non contempla UAV, aerei da trasporto VIP ed eventuali incidenti accorsi durante l'anno della sua pubblicazione. Modifiche giornaliere o mensili che potrebbero portare a discordanze nel tipo di modelli in servizio e nel loro numero rispetto a WAF, vengono apportate in base a siti specializzati, periodici mensili e bimestrali. Tali modifiche vengono apportate onde rendere quanto più aggiornata la tabella.
| Aeromobile                           | Origine          | Tipo                                     | Versione (denominazione locale) | In servizio (2024) | Note | Immagine |
| Aerei da combattimento               |                  |                                          |                                 |                    | |          |
| Lockheed Martin F-16 Fighting Falcon | Stati Uniti      | cacciabombardiereconversione operativa   | F-16A ADFF-16B ADF              | 3512               | 8 F-16A block 15 OCU più 4 F-16B block 15 OCU ordinati nel 1987 con il programma "Peace Naresuan I". Altri 6 F-16A block 15 OCU furono consegnati alla fine degli anni '80 con il programma "Peace Naresuan II". Nel settembre 1995 la Thailandia, in base al "Peace Naresuan III", ricevette il primo aereo di un nuovo lotto di 12 F-16A block 15 OCU più 6 F-16B block 15 OCU. Con il programma "Peace Naresuan IV", il 14 luglio 2000, il governo tailandese acquistò 15 F-16A ADF e 1 F-16B ADF con consegne avvenute tra l'agosto del 2002 e il luglio del 2003. Furono acquistati anche due F-16 block 10 OCU per utilizzarli come fonte di pezzi di ricambio. Il 18 novembre 2004 fu annunciato che la Thailandia avrebbe ricevuto in dono, dal gennaio 2005, 3 F-16A e 4 F-16B ex Aeronautica militare di Singapore. Durante l'esercitazione "Cope Tiger 2016", la forza aerea ha valutato per la prima volta le capacità dei suoi F-16 MLU. Nel 2014, ha ultimato l'aggiornamento di 18 F-16A/B Block 15, uniformandoli al Block 52. Il pacchetto comprende, puntatore integrato nel casco di volo dei piloti (JHMCS Joint Helmet-Mounted Cueing System), il radar Northrop Grumman APG-68 (V)9, Link 16 che ha permesso l'interscambio in tempo reale di dati con altri caccia di altre nazioni. Un F-16A ed un F-16B sono stati ritirati dal servizio il 30 marzo 2021. Un F-16A è stato perso l'8 marzo 2022. |          |
| Northrop F-5 Tiger II                | Stati Uniti      | caccia intercettoreconversione operativa | F-5THF-5THT                     | 14                 | 44 F-5E e 6 F-5F ricevuti intorno al 1980. 15 esemplari (12 monoposto e 3 biposto), a partire dal 2003, furono sottoposti ad un programma di aggiornamento da parte della israeliana Elbit. Successivamente, a partire dal 2010, tutti gli aerei furono sottoposti ad un nuovo aggiornamento e ridesignati F-5TH Super Tigris i monoposto, mentre F-5THT i biposto, con uno dei biposto perso in un incidente il 3 dicembre 2021. Tutti i 14 aerei aggiornati sono stati riconsegnati tra il novembre 2019 ed il febbraio 2023. |          |
| Saab JAS-39 Gripen                   | Svezia           | cacciabombardiereconversione operativa   | JAS-39CJAS-39D                  | 74                 | 6 aerei (4 JAS-39C e 2 JAS-39D) ordinati nel 2008 e 6 (JAS-39C) nel 2010, con entrata in servizio dal 2011. Un JAS-39C è andato perso durante un airshow a gennaio 2017. All'inizio del 2021 è stato comunicato che la flotta di 7 Gripen C e 4 Gripen D saranno aggiornati alla configurazione MS20. Il 27 agosto 2024 è stato annunciata la selezione di 4 nuovi JAS 39E/F Gripen NG. |          |
| Dassault-Dornier Alpha Jet           | Francia Germania | aereo d'attacco al suolo                 | Alpha Jet A                     | 18                 | 18 Alpha Jet A ceduti di seconda mano dalla Luftwaffe. |          |
| Textron AT-6 Wolverine               | Stati Uniti      | aereo da attacco leggero COIN            | AT-6TH                          | 0                  | 8 AT-6TH ordinati il 14 novembre 2021, con inizio consegne previsto per il 2023. |          |
| Aerei per impieghi speciali          |                  |                                          |                                 |                    | |          |
| Saab S 100 Argus                     | Svezia           | aereo AEW                                | S-100B                          | 2                  | 2 S-100B ex Svenska Flygvapnet acquistati nel 2012. |          |
| Piaggio P180 Avanti II               | Italia           | aereo da ricognizione                    | P.180                           | 1                  | 1 P.180 Avanti II configurato per missioni di ricognizione ordinato a settembre 2014. |          |
| Diamond DA42 Twin Star               | Austria          | aereo da ricognizione                    | DA42                            | 14                 | |          |
| Aeromobili a pilotaggio remoto - UAV |                  |                                          |                                 |                    | |          |
| ADS Aerostar                         | Israele          | UAV                                      | Aerostar                        | 6                  | |          |
| Aerei da trasporto                   |                  |                                          |                                 |                    | |          |
| Lockheed C-130 Hercules              | Stati Uniti      | Aereo da trasporto                       | C-130HC-130H-30                 | 12                 | A giugno 2019 Rolls-Royce ha ricevuto un contratto di aggiornamento dei motori T56 dei 12 aerei in servizio che ne estenderà l'uso operativo e ridurrà anche le esigenze di manutenzione. |          |
| Basler BT-67                         | Stati Uniti      | Aereo da trasporto tattico               | BT-67                           | 8                  | |          |
| Saab 340                             | Svezia           | Aereo da trasporto                       | Saab 340B                       | 4                  | 4 Saab 340B consegnati. |          |
| Boeing 737                           | Stati Uniti      | aereo da trasporto VIP                   | B737-400B737-800                | 2                  | 2 B737-400 e 2 B737-800 in servizio al gennaio 2023. |          |
| Sukhoi Superjet 100                  | Russia           | aereo da trasporto VIP                   | SSJ100-95LR                     | 3                  | 3 SSJ100 da trasporto VIP ordinati nel 2014, consegnati al giugno 2018 e tutti in servizio all'aprile 2019. |          |
| Airbus A310                          | Unione europea   | aereo da trasporto VIP                   | A310-324                        | 1                  | |          |
| Airbus A319                          | Unione europea   | Aereo da trasporto VIP                   | A319-115X CJ                    | 1                  | 1 A319-115 utilizzato per voli di stato in servizio al novembre 2023. |          |
| Airbus A320                          | Unione europea   | Aereo da trasporto VIP                   | A320-214 CJ                     | 1                  | 1 A320-214 CJ utilizzato per voli di stato consegnato a dicembre 2020. |          |
| Airbus A340                          | Unione europea   | Aereo da trasporto VIP                   | A340-541                        | 1                  | 1 A340-541 ex Thai Airways International acquistato nel 2015. |          |
| Pilatus PC-6                         | Svizzera         | aereo da trasporto leggero               | PC-6                            | 14                 | |          |
| Aerei da addestramento               |                  |                                          |                                 |                    | |          |
| KAI T-50 Golden Eagle                | Corea del Sud    | aereo da addestramento                   | T-50TH                          | 14                 | 4 ordinati nel 2015, consegnati entro il maggio 2018, tutti in servizio al luglio 2019. Ulteriori 8 esemplari sono stati ordinati a luglio 2017. 2 T-50TH addizionali ordinati il 23 aprile 2021. |          |
| Diamond DA42 Twin Star               | Austria          | aereo da addestramento                   | DA42                            | 18                 | |          |
| Diamond DA40 Star                    | Austria          | aereo da addestramento                   | DA40NG                          | 8                  | 8 DA40NG consegnati a dicembre 2020. |          |
| Beechcraft T-6 Texan II              | Stati Uniti      | addestramento basico                     | T-6C                            | 12                 | 12 T-6C ordinati il 28 settembre 2020, con consegne avvenute tra il novembre del 2022 ed l'agosto del 2023. |          |
| Elicotteri                           |                  |                                          |                                 |                    | |          |
| Eurocopter H225 Caracal              | Francia          | SAR                                      | H225M                           | 12                 | 4 ordinati nel 2012 (ricevuti nel 2015), 2 nel 2014 (ricevuti nel 2016) e due nel 2016 (ricevuti ad ottobre 2018). Ulteriori 4, ordinati a settembre 2018 (saranno consegnati entro il 2021), porteranno a 12 il numero degli elicotteri ordinati. |          |
| Bell UH-1 Huey                       | Stati Uniti      | elicottero utility SAR                   | UH-1H                           | 12                 | Saranno sostituiti dagli EC 725. |          |
| Bell 412                             | Stati Uniti      | elicottero da trasporto VIP              | Bell 412EPBell 412HPBell 412SP  | 5                  | 13 tra Bell 412EP, Bell 412HP e Bell 412SP consegnati a partire dal 1982. |          |
| Sikorsky S-70i Black Hawk            | Stati Uniti      | elicottero da trasporto VIP              | S-70i                           | 5                  | 5 S-70i da trasporto VIP consegnati tra il 2021 e il 2022. |          |
| Sikorsky S-92                        | Stati Uniti      | elicottero da trasporto VIP              | S-92                            | 2                  | 3 S-92 in configurazione VIP ordinati nell'ottobre del 2007. I 3 elicotteri sono stati consegnati a maggio 2011. |          |
| Airbus H135                          | Unione europea   | elicottero da addestramento              | H135                            | 6                  | 6 H135 ordinati a febbraio 2020, con consegne a partire dal 2021. I primi 3 esemplari sono stati consegnati ad agosto 2021. |          |

## Aeromobili ritirati
- Pilatus PC-9M - 26 esemplari (1991-2024)[40][55]
- Aero L-39ZA/ART Albatros – 37 esemplari (1994-2021)[37][38][56][57][58]
- North American Rockwell OV-10C Bronco – 32 esemplari (1971-2003)
- Beechcraft King Air 90
- Learjet 35
- GAF N.22B Nomad